# Adoryherpia
Adoryherpia is een geslacht van wormmollusken uit de  familie van de Simrothiellidae.

## Soort
- Adoryherpia serrata Gil-Mansilla, Garcia-Alvarez & Urgorri, 2009